# Українська духовна республіка
Українська духовна республіка (УДР) — ідея українського гуманістичного об'єднання, яку описав письменник-філософ Олесь Бердник. Діяльність спрямована на реалізацію ідеї Духовних Націй.

## Ідея
УДР запланована як «вільна асоціація-братство українців у всьому світі, що ґрунтується на духовній консолідації, яка стоїть над політичними, соціальними, ідеологічними та конфесійними відмінностями». Не заперечуючи значимості матеріальної культури, асоціація утверджує примат духовних, культурних, наукових, художніх цінностей цивілізації. Основоположні теоретичні принципи УДР розробив український письменник Олесь Бердник у поетично-філософській праці «Свята Україна» (1974). Прихильники Української духовної республіки виходять з того, що нація — не випадкове поєднання родичів і сімей, а могутній колективний дух, який має в еволюції Всесвіту своє унікальне призначення. Для УДР не існує поділу на віруючих і невіруючих. Її ідеологи вважають, що наявність духовної єдності українців дає можливість усунути партійні, ідеологічні і конфесійні суперечності. Якщо Україна обере шлях гармонізації, одухотворення всіх сфер життя, консолідації сил культури, науки, духовності, то за нею підуть інші народи, відбудеться формування Братства Духовних Республік Землі. Проголошення Української духовної республіки відбулося 16 грудня 1989 в Києві.

## Організація
16 грудня 1989 року провідником УДР обраний Олесь Бердник.
Перший конгрес УДР відбувся у 1990 році в Коломиї при значному скупченні народу. Для другого організатори орендували пароплав «Маршал Рибалко» і спустились на ньому по Дніпру аж до Запоріжжя (Хортиці), навідавши по дорозі «місця козацької слави» — Витачів, Трахтемирів, Черкаси, Дніпропетровськ (себто Кодак). Суто у Витачеві пройшов і третій конгрес (Бердник виступав з декоративного вітряка), четвертий — на Говерлі, а шостий (теж витачівський) став останнім, бо рік по тому Олеся Бердника розбив перший інсульт.

### Всесвітні Собори УДР
- Перший відбувся у місті Коломия 1990 року[4]
- Другий Собор УДР — Київ — Хортиця, 1991.
- Третій — Витачів, 1992.
- Четвертий — Говерла, 1993.
- Шостий — Витачів, 1995.